# Juha Kankkunen
Juha Kankkunen (izgovor [▶]) (Laukaa, 2. travnja 1959.), finski reli-vozač i svjetski reli prvak.
Ukupno je zabilježio 23 pobjede u utrkama Svjetskog prvenstva u reliju i četiri puta je bio svjetski reli prvak (1986. Peugeot, 1987. Lancia, 1991. Lancia, 1993.Toyota).

## Karijera
Od 1983. do 1985., vozio je Toyota Celica Twincam Turbo TA64, s kojim je i zabilježio svoju prvu pobjedu u Svjetskom prvenstvu u reliju, na Safari Reliju,  1985.g. 
Peugeot je vozio 1986., a već 1987.g. Lanciju i obje sezone postao svjetski prvak. Zbog neslaganja unutar momčadi 1988.g. natupao je za Toyotu da bi se 1991.g. posvetio Lanciji i osvojio svoj tada rekordni treći naslov svjetskog prvaka u reliju. 
1992.g. završio je drugi u ukupnom poredku iza Carlos Sainza da bi godinu dana kasnije u 
Toyoti postao svjetski prvak četvrti put.
Nakon naslova iz 1993.g. u sljedećim sezonama, a nakon izbacivanja Toyote iz Svjetskog prvenstva u reliju, nastupao je za momčadi Ford Motor Company, Subaru i Hyundai gdje je ostvario zapažene rezultate. Zadnju reli utrku vozio je u Velikoj Britaniji na Wales Reli Velika Britanija 2002.g. 
1988.g. pobijedio je i na Reliju Dakar.

## Vanjske poveznice
- Juha Kankkunen vozačka akademija (engl.)